# Ancylostoma braziliense
Ancylostoma braziliensis é uma espécie de nematódeo do gênero Ancylostoma que pode causar o ancilostomíase e larva migrans cutânea (bicho-geográfico).
É um parasito comum do intestino delgado de cães e gatos. e sai pelo intestino destes animais e em contato com o ser humano se contagiam por essa doença.